# よだれかけ

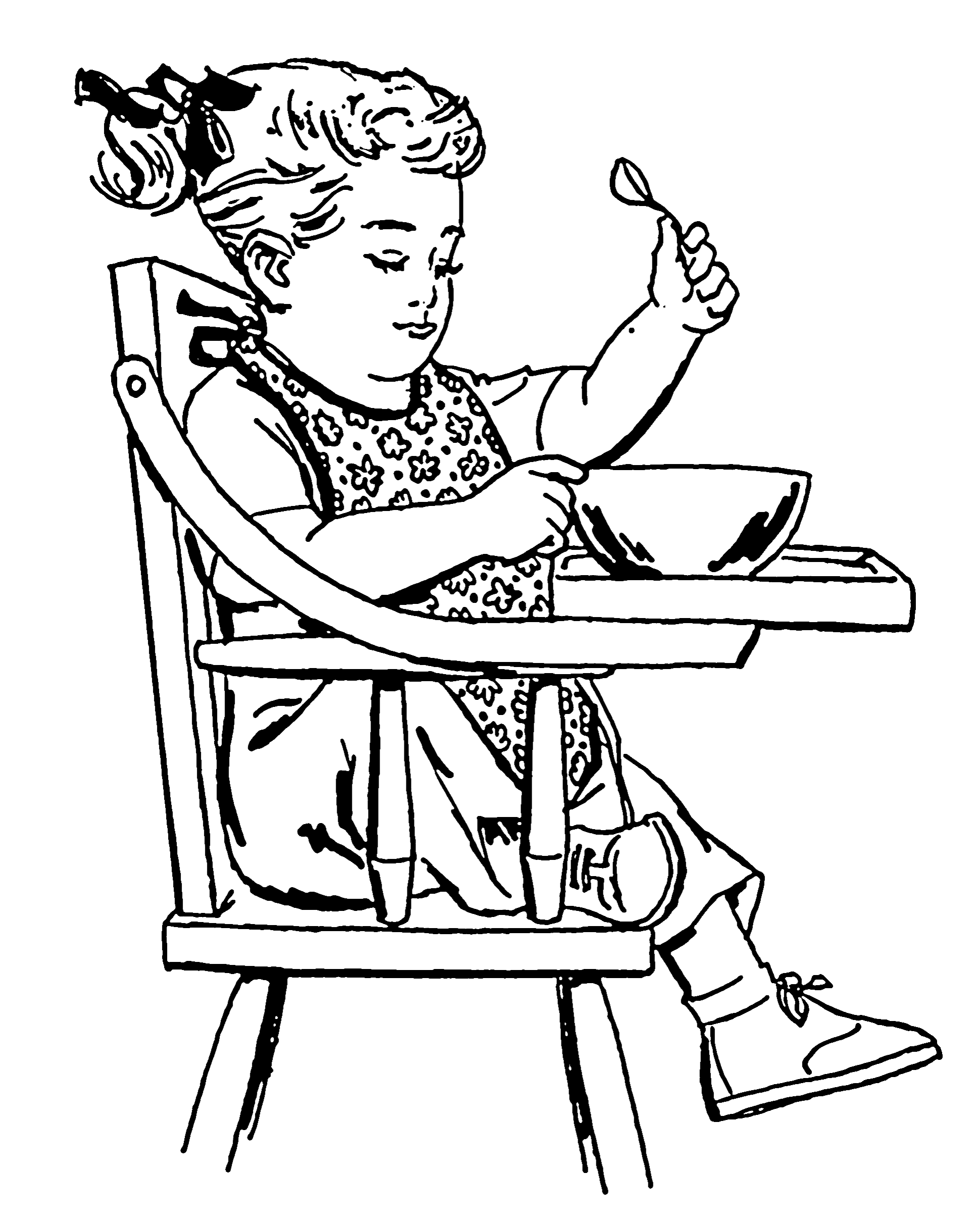
使用例

よだれかけ（涎掛け、bib）は、主に赤ちゃんが身に付ける着衣の一種である。前垂れとも呼ばれるが、商人等が腰に身に付ける前垂れとは異なる。

## 概要
赤ちゃんがよだれや嘔吐物で衣服を汚さないようにする目的で、赤ちゃんの首に下げる形で着ける布状の物である。離乳食を与えるときに、こぼれた食物で衣服を汚さないようにするためにも使用される。
材質は、布であるものが多いが、汚れを簡単に落とすためにゴム・ビニール製のものも存在する。
最初からよだれかけとして作られたものを用いるほか、ハンカチなどをクリップで留めることでよだれかけとして使える製品もある。またバンダナやタオルを首元に巻きつけて代用とすることもある。
歯科治療などの際にも同じ目的で同様のものが用いられるが、「よだれかけ」と呼ばれることは少なく、一般にはエプロンと呼ばれる。
また、これとは異なる使用法として、地蔵の首に赤色のよだれかけが装着される。これは、地蔵が子供の守護神であることと関係があるとされる。
さらに、還暦のときにも、赤い頭巾やちゃんちゃんことともに衣装としてよだれかけを身に付ける場合もある。
このほか、路線バスの車体前面下部に掲示される布も、よだれかけと呼称される。催し等のPRのために使用される。バスマスクともいう。

## スタイ
よだれかけのことを「スタイ」と呼ぶこともある。
ベビー用品輸入販売のグランドール社によると、同社が1992年にスウェーデンのベビービョルン社製プラスチックエプロンを販売する際、これを「スタイ」と名付けたのが初出であるという。これが大ヒット商品となったためこの語が普及し、赤ちゃん用よだれかけの総称として定着した。ただし「スタイ」の由来については同社でも確かなところはわからなくなっている。
なお「よだれかけ」はスウェーデン語で haklapp、英語では bib と言う。また sty は英語で目にできる腫れ物の「ものもらい」、「豚小屋」、「汚い部屋」のことを指す。